# Жигалов Михайло Васильович
Жигалов Михайло Васильович (нар. 2 травня 1942, Куйбишев (нині — Самара), РРФСР, СРСР) — радянський, російський актор театру і кіно. Заслужений артист РРФСР (1991).

## Біографія
Закінчив Московський інститут хімічного машинобудування (1965), до 1968 року працював інженером.
Закінчив Театральну студію при Центральному дитячому театрі (1970).
З 1970 року — актор Центрального дитячого театру.
З 1978 року працює у театрі «Современник».
У 1972 році дебютував в кіно епізодичною роллю в картині «Найостанніший день». Зіграв у фільмах, телеспектаклях і серіалах понад сто тридцяти ролей. Знімався у відомих режисерів: Анатолія Ефроса, Володимира Мотиля, Йосипа Хейфіца, Бориса Григор'єва, Олександра Мітти, Володимира Бортка, Кирила Серебреннікова та ін. Працював на озвучуванні картин.
Знявся у низці українських і російсько-українських кінострічок та серіалів.

## Фільмографія
(вибірково)
- «Підсудний» (1975, Антон Филимонович Скулов)
- «У четвер і більше ніколи» (1977, єгер; реж. Анатолій Ефрос)
- «Викрадення „Савойї“» (1979)
- «Народився я в Сибіру» (1980, Лукич)
- «Брати Ріко» (1982, Лон Фінлі)
- «ТАРС уповноважений заявити...» (1984)
- «Під знаком Червоного Хреста» (1987)
- «Загін спеціального призначення» (1987)
- «Мандрівний автобус» (1988, Василь, актор)
- «Лапта» (1988)
- «У зв'язку з переходом на іншу роботу» (1988, Павло Романович Важнов)
- «Право на минуле» (1989, Парамонов)
- «Пси» (1989, «мовчун»)
- «Похорон Сталіна» (1990, робочий; реж. Євген Євтушенко)
- «Біс у ребро» (1990, Ларіонов)
- «Загублений в Сибіру» (1991, ватажок «сук»)
- «Вербувальник» (1991, Віктор Гордєєв)
- «Дім побачень» (1991, капітан)
- «Афганський злам» (1991, підполковник)
- «Сповідь утриманки» (1992, Шмельков Олексій Платонович, слідчий, підполковник міліції)
- «Операція „Люцифер“» (1993, Юрій Миколайович)
- «Несуть мене коні...» (1996)
- «Лінія життя» (1996)
- «Останній кур'єр» /Der Letzte Kurier (1996, Німеччина)
- «На ножах» (1998, Сухий Мартин)
- «Кордон. Тайговий роман» (2000, т/с; полковник Борзов, командир гарнізону)
- «Леді Бомж» (2001)
- «Леді Босс» (2001)
- «Російські амазонки» (2002)
- «Бригада» (2002, т/с, Лука)
- «Щоденник вбивці» (2002, т/с)
- «Леді Мер» (2003)
- «Російські амазонки-2» (2003)
- «Полювання на асфальті» (2005, т/с, Земцов)
- «Лебединий рай» (2005)
- «Не народися вродливою» (2006, т/с, Валерій Пушкарьов)
- «Зачарована дільниця» (2006)
- Таємниця «Святого Патрика» (2006)
- «Карамболь» (2006, т/с, Попов)
- «07-й змінює курс» (2007, дід Кірсанов)
- «Поцілунки пропащих янголів» (2007)
- «І все-таки я люблю...» (2008)
- «Десантний батя» (2008, т/с, Василь Пилипович Меркулов)
- «Головний доказ» (2008, полковник Зацепін; Україна—Росія)
- «Пара гнідих» (2009, Аркадій Павлович)
- «Я тебе нікому не віддам» (2009, Гнат; Україна—Росія)
- «Пончик Люся» (2010, Чащин; Україна—Росія)
- «Сонцеворот» (2012, Трофимов; Україна—Росія)
- «Особисте життя слідчого Савельєва» (2012, т/с, Україна—Росія; Петро Гаврилович Форафонтов (Форафонтич), старший єгер)
- «Будинок з ліліями» (2013, т/с, Україна—Росія; Єгорич)
- «Молодіжка» (2013, т/с)
- «Вітряна жінка» (2014, Віктор Павлович Калиновський (Вітя Калина), злодій «в законі»; Україна—Росія)
- «Вовкулаки» (2016, Росія) та ін.

Знімався в українських кінострічках:
- «Відпустка, яка не відбулася» (1976, Валерій; Одеська кіностудія)
- «Розмах крил» (1986, Павлов; Одеська кіностудія)
- «В Криму не завжди літо» (1987, 2 с, Аргінський; Одеська кіностудія)
- «Новий російський романс» (2005, т/с, генерал Шаповалов)
- «Таємниця „Святого Патріка“» (2006, т/с, Василь Миколайович Карякін в старості)
- «Так не буває» (2007)
- «Хлібний день» (2009, Олексій Миколайович Ємельянов)
- «Перевертень у погонах» (2013)
- «Птах у клітці» (2013, 4 с, Віктор Андрійович Тернов)